# Battarrea phalloides
 Battarrea phalloides (James Dickson, 1785 ex Christian Hendrik Persoon, 1801), sin. Lycoperdon phalloides (James Dickson, 1785), din încrengătura Basidiomycota în familia Agaricaceae și de genul Battarea, este o specie saprofită de ciuperci necomestibile, denumită în popor bășică cu picior de barză, ciuperca măgarului sau toboșar. Acest burete rar se dezvoltă în România, Basarabia și Bucovina de Nord solitar sau în grupuri de puține exemplare, pe pante, prin plantații de viță de vie, halde de gunoi, dune, pe sol uscat și nisipos, sărac în nutrienți. Perioada de dezvoltare o are din (iunie) iulie până în octombrie (noiembrie).

## Descriere

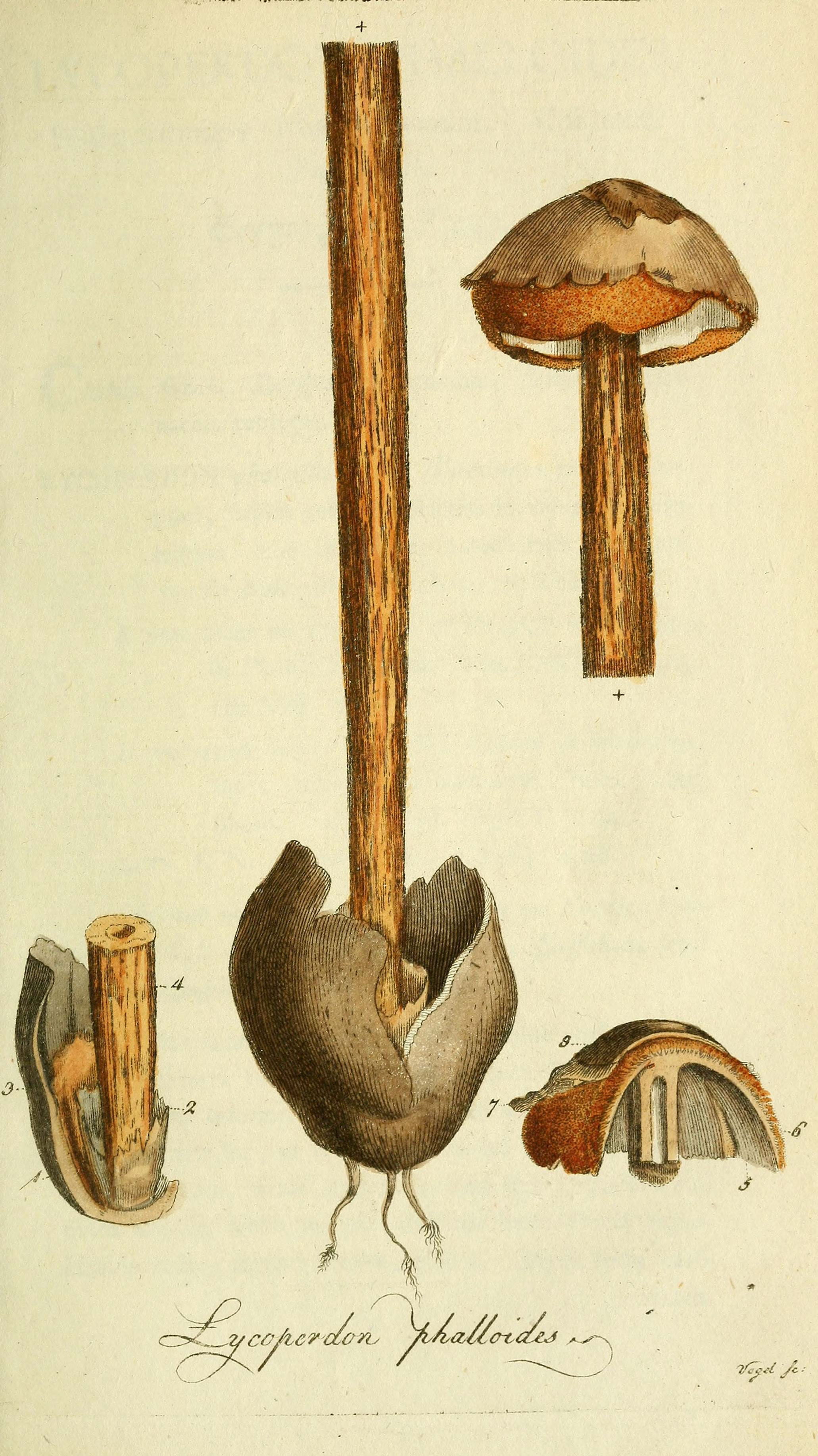
Battarrea phalloides

- Cuvânt înainte: În stadiu tânăr, ciuperca se dezvoltă subteran, are o formă sferică fiind acoperită de o peridie (înveliș gros al corpului de fructificație la unele ciuperci)[5] rezistent care se va rupe mai târziu, partea de jos urmând să formeze o volvă pe când cea superioară se va ridica deodată cu aparatul fructifer. Ciuperca matură seamănă cu specii ale genului Amanita.

- Corpul fructifer: are un diametru de 4-5 cm și o grosime de 2-3 cm, este semisferic până conic. Cuticula, de fapt exoperidia, este mată și catifelată. Coloritul variază între ocru deschis, brun de alune și castaniu. La bătrânețe capătă un aspect zbârcit precum mai multe găuri mici, prin care sporii maturi au posibilitatea de a scăpa în aer liber. Astfel pot fi răspândiți de vânt. Pe dedesubt este mai întâi albicios și gelatinos, în vârstă uscat și ruginiu.
- Piciorul:  are o lungime de până la 35 cm și mai mult, dar o grosime de numai 0,8-2 cm, este cilindric, scămos-solzos pe dinafară, gol pe interior, repede cu un conținut ca de plută, apoi lemnos, ușor subțiat spre pălărie și la bază, prezentând o volvă albicioasă, inițial gelatinoasă, apoi membranoasă cu un diametru de 10-13 cm. Coloritul tijei este slab ocru până brun-gălbui.
- Sporii: sunt rotunjori, verucoși, fin reticulați, cu pereți subțiri și cu o mărime de 4,5-5 microni destul de mici. Pulberea lor este brun-roșiatică. (Cheilo)-cistoidele (celule de obicei izbitoare și sterile care pot apărea între basidii și himen, stratul fructifer) măsoară 32-70 x 5-7 microni, sunt de un galben deschis, netede, cilindrice și grosier spiralate.
- Carnea (gleba): este la exemplarele tinere subterane fermă, compactă și albicioasă, după acea fibroasă și lemnoasă. Gleba se decolorează repede, începând în centru, devenind din ce în ce mai maronie până brun-roșiatică și în sfârșit pulverulentă, pe când piciorul desică treptat. Ciuperca are un miros imperceptibil și este fără gust specific.[3][4]

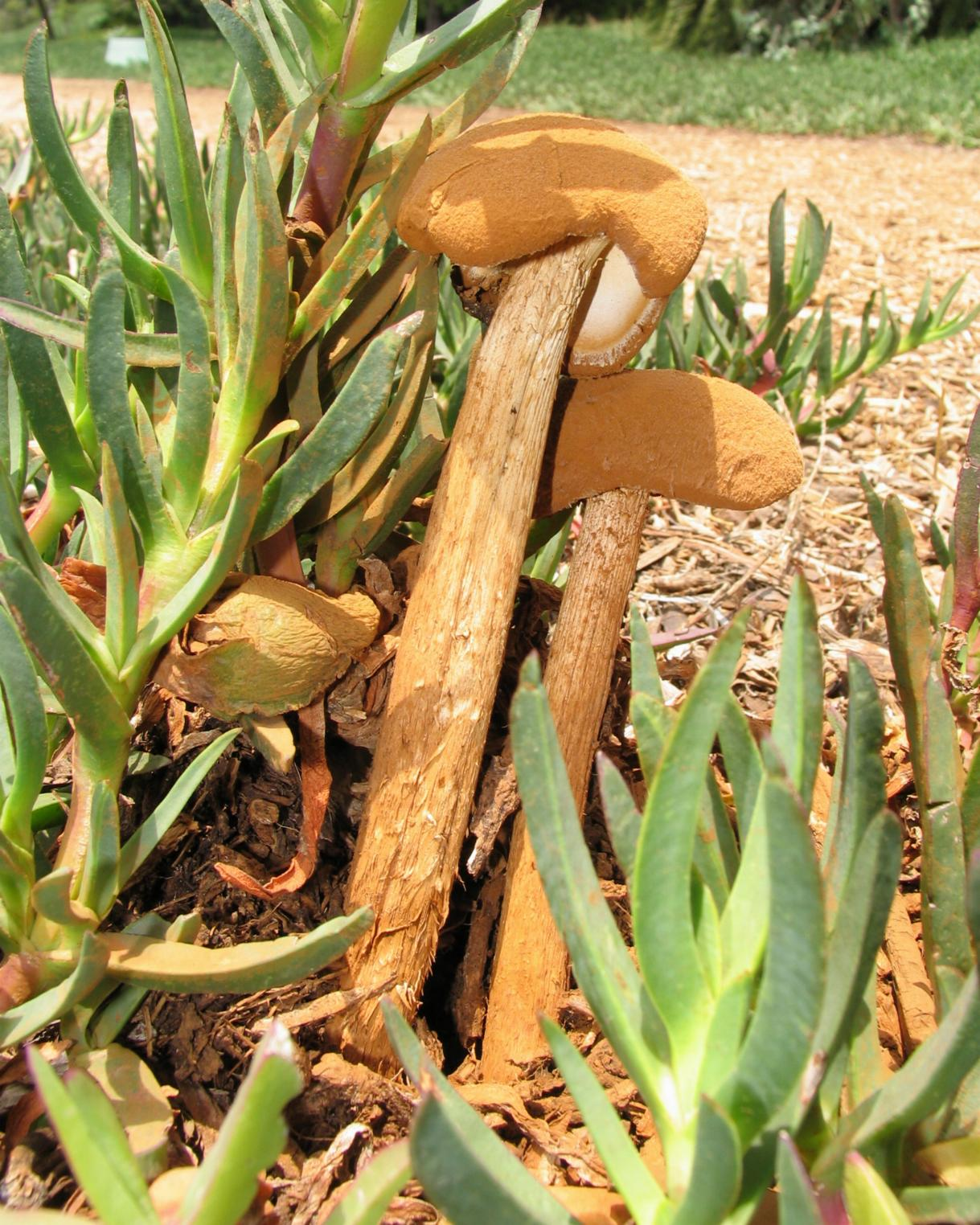
B. phalloides mai tinere
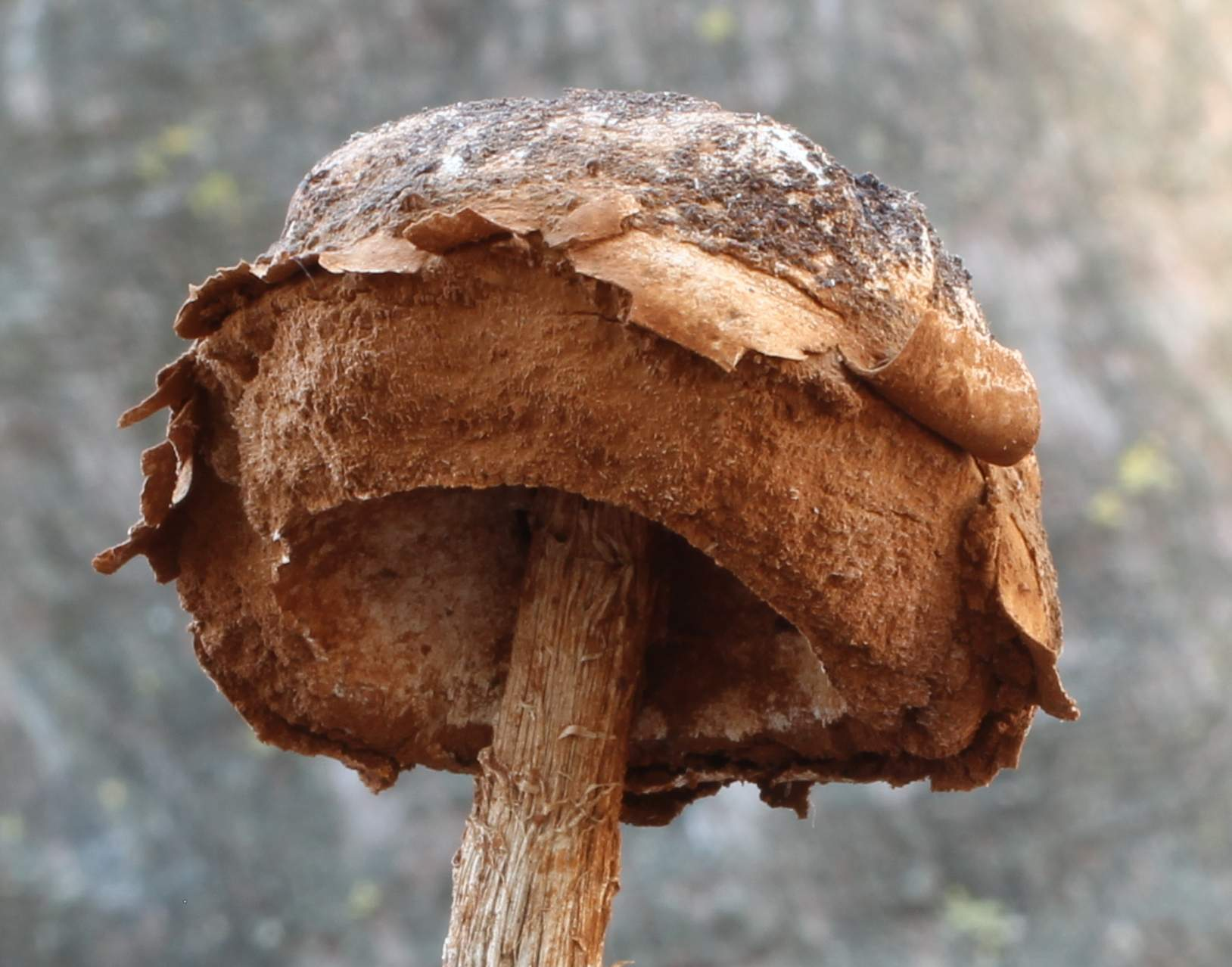
B. phalloides bătrână
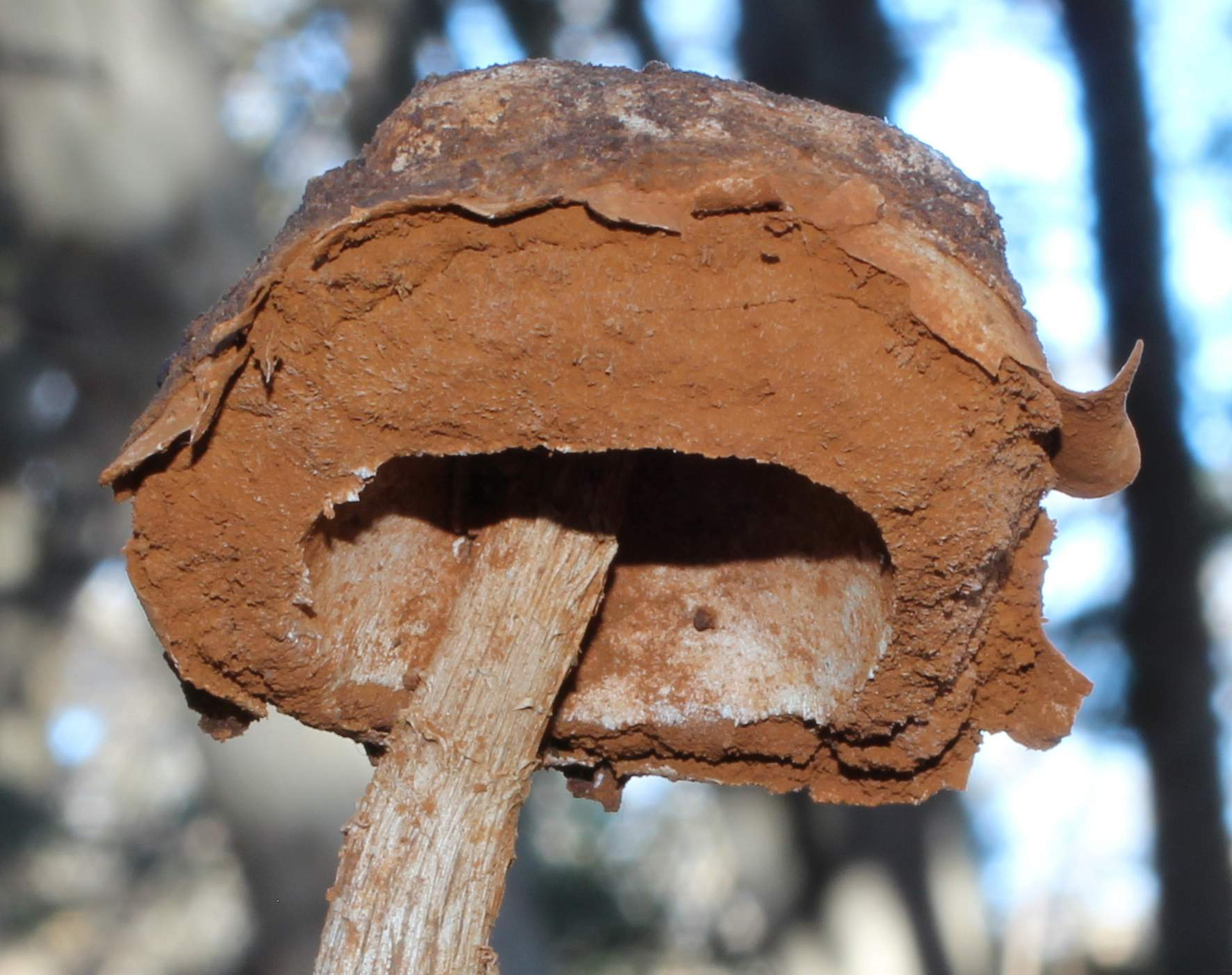
B. phalloides, spori

## Confuzii
Toboșarul este numai greu de confundat, singur deja din cauza mărimii lui. Posibil ar fi o confuzie cu Battarrea diguettii sin. Battarraeoides digueti (originar din Mexic care între timp s-ar putea găsi și în Europa), Podaxis pistillaris, Tulostoma brumale, cu toate necomestibile din aceiași cauză, dar, pentru începători, chiar și cu diverse specii Amanita în stadiu tânăr, ca de exemplu Amanita vaginata", care însă au lamele și o altă consistență a cărnii. 

## Specii asemănătoare în imagini

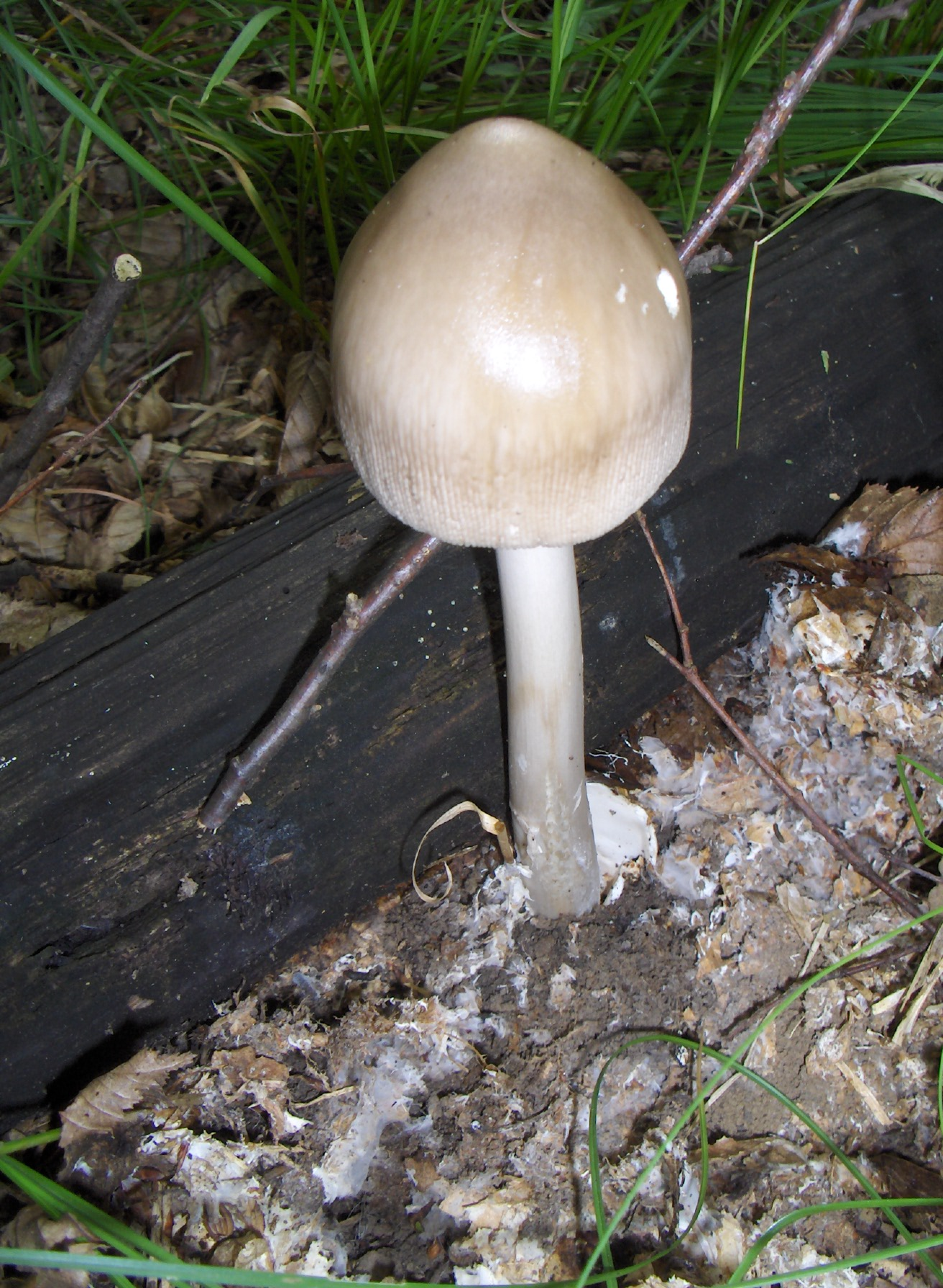
Amanita vaginata
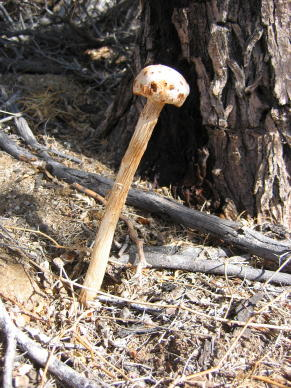
Battarrea diguettii sin. Battarraeoides digueti
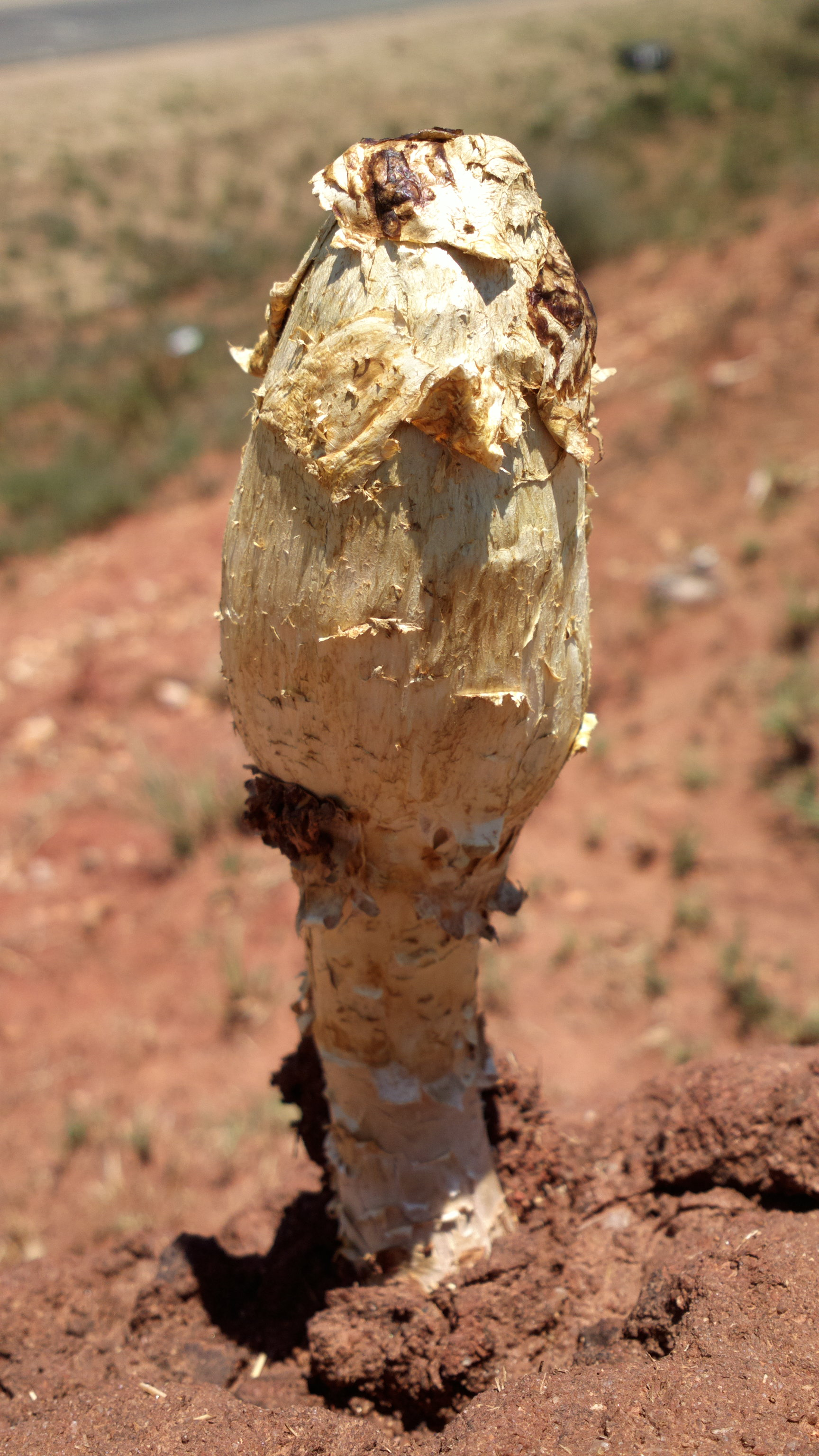
Podaxis pistillaris
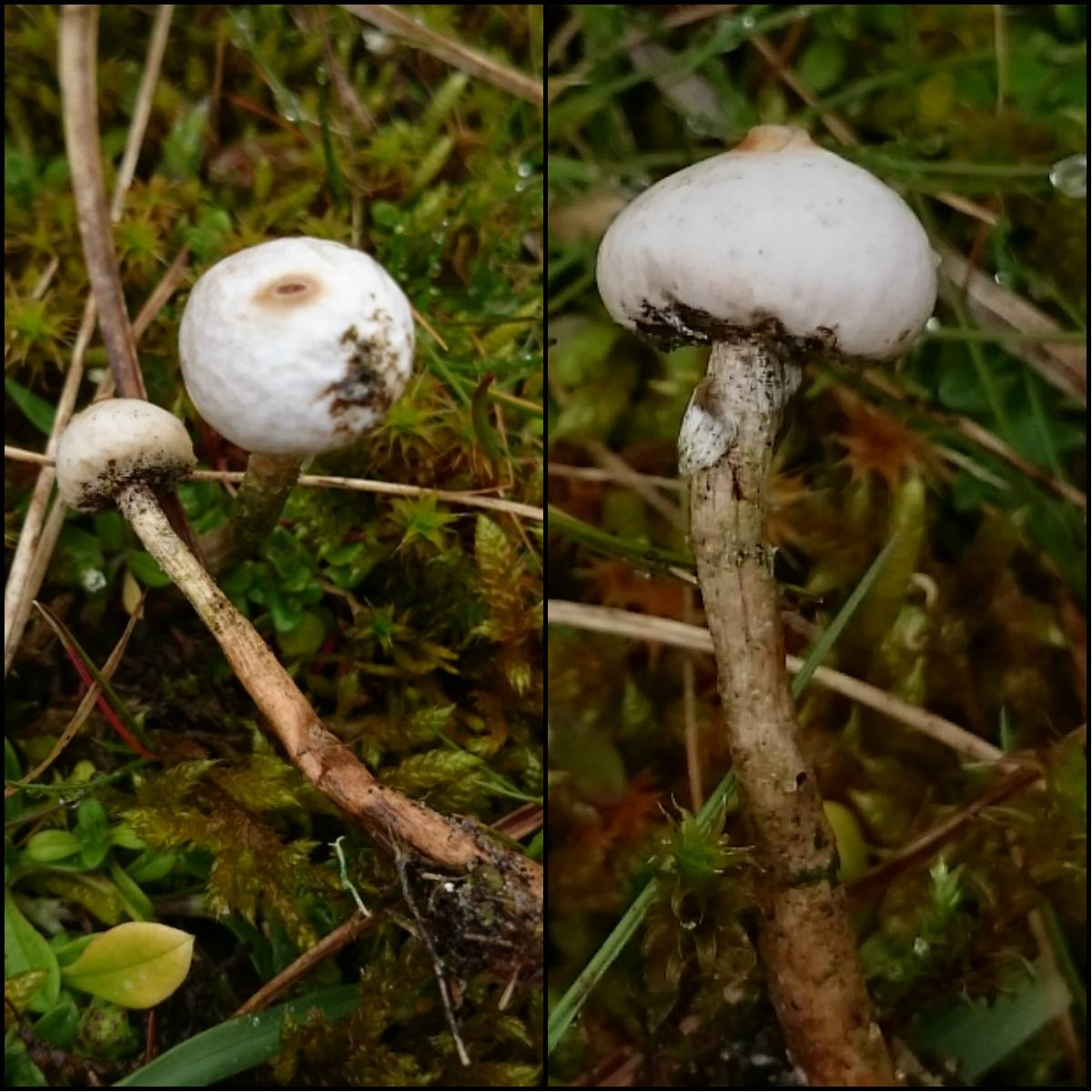
Tulostoma brumale

## Valorificare
Praful buretelui sau carnea, uscată în stadiu tânăr și apoi frământată, prezintă proprietăți antiseptice și antialergice și a fost aplicată ca antihemoragic, fiind folosit în tratarea rănilor deschise ale animalelor de tracțiune până astăzi la țară.
În rest, bășica cu picior de barză este absolut necomestibilă din cauza consistenței a cărnii.
Această specie apare numai rar. De acea ar trebui să fie cruțată și lăsată la loc pentru a permite răspândirea ei.

## Bibiliografie
- Rose Marie Dähncke: „1200 Pilze in Farbfotos”, Editura AT Verlag, Aarau 2004, ISBN 3-8289-1619-8
- Ewald Gerhard: „Der große BLV Pilzführer“ (cu 1200 de specii descrise și 1000 fotografii), Editura BLV Buchverlag GmbH & Co. KG, ediția a 9-a, München 2018, ISBN 978-3-8354-1839-4
- Jean-Louis Lamaison & Jean-Marie Polese: „Der große Pilzatlas“, Editura Tandem Verlag GmbH, Potsdam 2012, ISBN 978-3-8427-0483-1
- J. E. și M. Lange: „BLV Bestimmungsbuch - Pilze”, Editura BLV Verlagsgesellschaft, München, Berna Viena 1977, p. 116, ISBN 3-405-11568-2
- Gustav Lindau, Eberhard Ulbrich: „Die höheren Pilze, Basidiomycetes, mit Ausschluss der Brand- und Rostpilze”, Editura  J. Springer, Berlin 1928
- Till E. Lohmeyer & Ute Künkele: „Pilze – bestimmen und sammeln”, Editura Parragon Books Ltd., Bath 2014, ISBN 978-1-4454-8404-4
- Meinhard Michael Moser: „Röhrlinge und Blätterpilze - Kleine Kryptogamenflora Mitteleuropas”, ediția a 5-ea, vol. 2, Editura Gustav Fischer, Stuttgart 1983